# Педро Мендеш
Педро Мигел Алвеш Мендеш (на португалски език - Pedro Miguel Alves Mendes) е португалски футболист, който играе като полузащитник.

## Кариера
Мендеш започва да тенира футбол в родния Витория Гимараеш и по-късно в Гондомар. След като минава през всички юношески формации е включен в първия тим, за когото за два сезона записва 26 мача и отбелязва 3 гола.
Напуска през 2011 г. и е привлечен в кипърския Докса Катокопия, утвърждава се като титуляр и помага на тима да спечели промоция за Марфин Лаики.
На 29 август 2012 г. е привлечен в Черноморец (Бургас). Дебютира за Черноморец на 23 ноември в мач за купата на страната срещу Спартак 1919 (Плевен) като отбелязва и гол.

## Статистика по сезони
| Сезон    | Отбор           | Първенство | Мачове | Голове |
| -------- | --------------- | ---------- | ------ | ------ |
| 2012/ес. | Черноморец (Бс) | А група    | 0      | 0      |